# Karin Smith
Karin Smith (Karin Kiefer Smith; * 4. August 1955 in Fürstenfeldbruck) ist eine ehemalige US-amerikanische Speerwerferin.
Bei den Olympischen Spielen 1976 in Montreal wurde sie Achte. 1980 verhinderte der US-Boykott eine Teilnahme an den Olympischen Spielen in Moskau.
1981 gewann sie Silber bei der Universiade und wurde beim Weltcup in Rom Dritte. Bei den Weltmeisterschaften 1983 in Helsinki kam sie auf den zehnten und bei den Olympischen Spielen 1984 in Los Angeles auf den achten Platz.
Bei den Olympischen Spielen 1988 in Seoul und bei den Weltmeisterschaften 1991 in Tokio schied sie in der Qualifikation aus.
Siebenmal wurde sie US-Meisterin (1980, 1981, 1983, 1984, 1987, 1990, 1991). Für die California Polytechnic State University startend wurde sie 1982 NCAA-Meisterin. Ihre persönliche Bestleistung von 64,78 m stellte sie am 10. August 1980 in Köln auf.